# قرارداد اجتماعی (کتاب آردری)
قرارداد اجتماعی (انگلیسی: The Social Contract) قرارداد اجتماعی: تحقیق شخصی در منابع تکاملی نظم و بی نظمی کتابی است از رابرت آردری که در سال ۱۹۷۰ منتشر شده‌است. این کتاب سومین کتاب از مجموعه چهار کتاب او به نام سری طبیعت انسان است.
این کتاب رد این اعتقاد رایج در علوم اجتماعی که «همه رفتارهای اجتماعی صرفاً آموخته شده‌است و توسط الگوهای ذاتی اداره نمی‌شود»، توسط آردری را گسترش داد. آردری از طریق تحلیل‌های در هم تنیده حیوانات و ساختارهای اجتماعی انسان استدلال کرد که صفات تکاملی ارثی یک عامل تعیین‌کننده مهم در رفتار اجتماعی هستند.